# Lillian Nordica
Pour les articles homonymes, voir Nordica.
Lillian Nordica, née Lillian Norton à Farmington (Maine) le 12 décembre 1857 et morte à Batavia le 10 mai 1914, est une chanteuse d'opéra américaine.

## Biographie
En 1877, elle est soliste de la compagnie Gilmore avec laquelle elle fait une tournée aux États-Unis, puis en Europe. Elle débute à Milan dans le rôle de Donna Elvira de Don Giovanni. Son répertoire s’enrichit et elle chante à Covent Garden pour la première fois le 12 mars 1887 dans La Traviata, puis dans Rigoletto.
Son modèle est Lilli Lehmann. Elle travaille sa voix pour interpréter les rôles wagnériens et incarne une Brünnhilde convaincante en 1902. En 1909, elle fait ses adieux au Met dans Tristan et Iseut sous la direction de Toscanini. Elle n’apparaîtra plus qu’en concert.
De retour d’une tournée en Australie, son bateau fait naufrage au large de Java. Elle meurt d'une pneumonie le 10 mai 1914 dans un hôpital de Batavia. Consécration suprême, un bateau de guerre américain portera son nom : l’USS Nordica.